# Ray Benson
Ray Benson (Philadelphia, 16 maart 1951) is een Amerikaanse singer-songwriter, stemacteur, producent en acteur en de frontman van de countryband Asleep at the Wheel.

## Carrière
In 1970 formeerde Benson, van geboorte jood, de band Asleep at the Wheel met zijn vrienden Lucky Oceans en Leroy Preston. De band verkaste in 1973 naar Austin op advies van Willie Nelson. Vanaf toen had de band meer dan 20 albums uitgebracht en negen Grammy Awards in de wacht gesleept. De bezetting wijzigde voortdurend en had over meerdere jaren verdeeld ongeveer 90 leden. Benson was altijd aan het roer gebleven als de drijvende kracht van de band.
Naast zijn werk met Asleep at the Wheel is Benson ook een bekwaam producent, die betrokken was bij albums van Dale Watson, Suzy Bogguss, Aaron Watson, James Hand en Carolyn Wonderland en singles voor Willie Nelson, Aaron Neville, Brad Paisley, Pam Tillis, Trace Adkins, Merle Haggard en Vince Gill. In 2003 bracht Benson zijn eerste soloalbum Beyond Time uit.
In het voorjaar van 2005 begonnen Benson en Asleep At The Wheel met de productie van A Ride With Bob, waarin de reizen werden gevolgd van de legendarische singer/songwriter Bob Wills. A Ride With Bob bevatte de live-optredens van 15 van Wills' meest bekende songs in een draaiboek, dat Ray Bensons huidige dag vervlocht met verschillende fasen in Wills' beroemde carrière. 
In februari 2009 brachten Asleep at the Wheel en Willie Nelson Willie and the Wheel uit, een western swing-samenwerking, voorgesteld door oud-producent Jerry Wexler. Nelson had altijd belangstelling voor western swing en had met de band getoerd in 2007. Paul Shaffer en Vince Gill traden ook op bij dit album.

## Verdere activiteiten
Benson is ook medeoprichter van de Rhythm and Blues Foundation, die geld inzamelt om oudere r&b-artiesten te helpen. Ook is hij lid van de raad van directeuren van de SIMS Foundation, die goedkope mentale dienstverlening verstrekt aan muzikanten en hun families in Austin. Hij is ook beheerder van de Texaanse afdeling van NARAS, een raadslid van St. Davids Community Health Foundation en raadslid en medeoprichter van Health Alliance for Austin Musicians (HAAM).
Benson is ook gastheer van de Texas Music Scene TV show, die Texaanse bands voorstelt.

## Onderscheidingen
Benson kreeg talrijke Awards overhandigd tijdens zijn carrière, waaronder de 16e Annual Midsouth Regional Emmy Award voor A Ride With Bob, een Honorary Junior Member van de United States Secret Service en de Darrel K. Royal Music Patron Award door The Texas Heritage Songwriters' Association. In 2007 onderscheidde de Austin Chronicle Benson voor Male Vocals, Band of the Year, Songwriter, Record Producer en voor het Country Genre. Benson werd in 2002 opgenomen in de Austin Music Hall of Fame, kreeg de Texas Music Association Lifetime Achievement Award in 1996 en werd onderscheiden als Outstanding Producer door de National Academy of Recording Arts in 1988. Hij kreeg ook talrijke Citations of Achievement door Broadcast Music, Inc. voor zijn werk voor de countrymuziek. Benson had een sterke naam in de countrymuziek in de laatste veertig jaar. Hij kreeg negen Grammy Awards in vier verschillende decennia.

## Discografie

### Singles
- 1991:	Four Scores and Seven Beers Ago

### Albums
- 2003: Beyond Time (Audium/Koch Records)
- 2014: A Little Piece (Bismeaux Records)
- ????: Songs from a Stolen Spring (compilatie)

### Muziekvideo's
- 1998:	Texas (met Charlie Daniels en Lee Roy Parnell)

## Filmografie
- 1990: Why Christmas Trees Aren't Perfect (stem van Sir Woodrow)
- 1990: Never Leave Nevada (componist)
- 1991: Wild Texas Wind (Ben Rayson)

- Biblioteca Nacional de España: XX1603194
- Bibliothèque nationale de France: cb17148019g (data)
- International Standard Name Identifier: 0000 0001 1451 0747
- Library of Congress Control Number: n2001064499
- MusicBrainz: e268ddf3-f9d0-47fc-8a62-5d9ee62b73ea
- Nationale Bibliotheek van Israël: 987007602399605171
- Virtual International Authority File: 28880080
- WorldCat: E39PBJvH9bfvhwt7mMpd9JF3Qq